# Port de Marterat
Le port de Marterat, ou port du Marterat (port de Tavascan en catalan), est un col de la chaîne pyrénéenne situé à 2 216 ou 2 217 m d'altitude à la frontière entre la France (département de l'Ariège, Occitanie) au nord et l'Espagne (commune de Lladorre, Catalogne) au sud.

## Toponymie
Le qualificatif de « port » (latin portus) désigne dans les Pyrénées un col.

## Géographie
Situé à l'altitude de 2 216 ou 2 217 m entre le Cap de Ruhos (2 618 m) et le pic de Marterat (2 662 m), le col permet de joindre uniquement par voie pédestre la vallée de l'Ossèse (commune d'Ustou) au nord au vall de Cardos (commune de Lladorre) au sud. Cette commune comprend la petite station de sports d'hiver de Tavascan et plusieurs lacs d'altitude dont le plus vaste est le lac de Certescans.

## Histoire

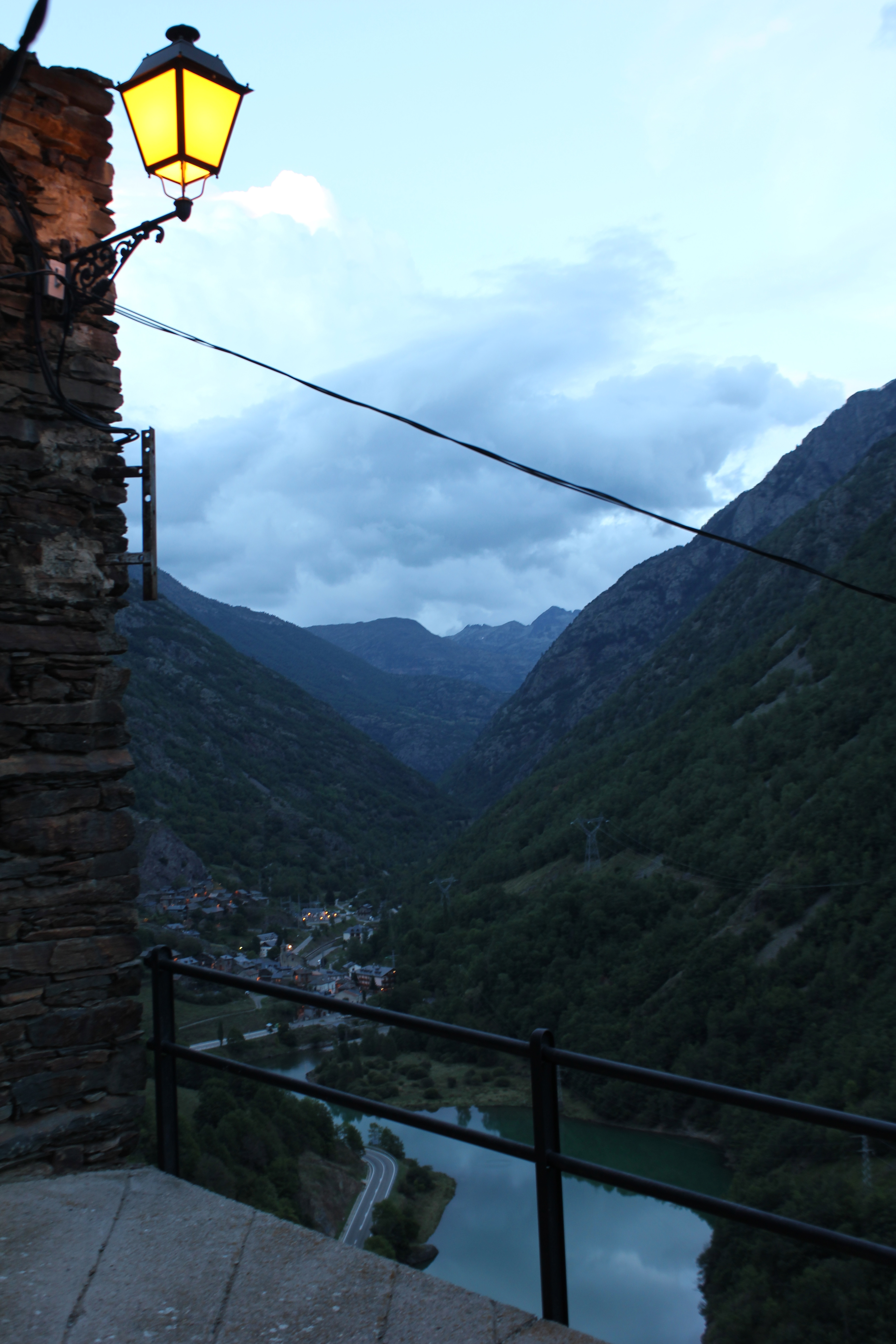
Vue du village de Tavascan (Espagne) ; à l'arrière plan, le port de Marterat dominé par le pic éponyme (2662 m) à droite.

À l'époque de la guerre de Succession d'Espagne, le 13 juin 1713, des miquelets catalans passés par le port de Marterat tuèrent les paysans chargés de garder la frontière « qui s'étaient endormis ». Ils pillèrent les quatre villages de la vallée d'Ustou sans oublier le château du vicomte de Pointis. Ce dernier, blessé, fut emmené prisonnier et ne fut libéré qu'après le paiement d'une forte rançon. Malgré ces soubresauts de l'histoire, les montagnards pyrénéens s'opposaient à la fermeture de la frontière, car le commerce transfrontalier était florissant et institué depuis longue date par les lies et passeries.
Ce col était très fréquenté avant l'avènement de l'automobile, permettant aux éleveurs, aux colporteurs, aux contrebandiers et, lors de conflits, aux réfugiés, de passer d'un versant à l'autre des Pyrénées centrales. Des moissonneurs saisonniers des vallées du Haut-Salat passaient la frontière par le port de Marterat et descendaient le Vall de Cardos afin de louer leurs bras vers la Séu de Urgell et l'Alt Urgell.

## Activités

### Protection environnementale
De part et d'autre de la frontière jouxtent le parc naturel de l'Alt Pirineu et le parc naturel régional des Pyrénées ariégeoises. Au port se déroule chaque année à la mi-août, si le temps le permet, une rencontre transfrontalière  avec dégustation de produits locaux et animations, à l'instigation des deux parcs.
En juillet et août 2014, après plus de 100 ans d'absence, le bouquetin ibérique (Capra pyrenaica) a été réintroduit dans les Pyrénées françaises en divers lieux et notamment à proximité du port de Marterat, au cirque de Cagateille par plusieurs lâchers d'animaux prélevés dans le parc national de la Sierra de Guadarrama.

### Randonnée
En France, le départ des randonneurs est au hameau d'Ossèse. 
Il n'y a pas de refuge gardé en France à proximité du port (seule une cabane en bon état se trouve peu avant le col), mais deux refuges gardés proches sur le versant espagnol, le refuge de la Pleta del Prat au sud à 1 720 m d'altitude (42° 40′ 40″ N, 1° 13′ 08″ E) avec une capacité d'accueil de 50 couchages et le refuge de Certescans (refugi de Certascan), à l'est, au bord du grand lac du même nom, à 2 240 m avec une capacité d'accueil de 40 couchages.

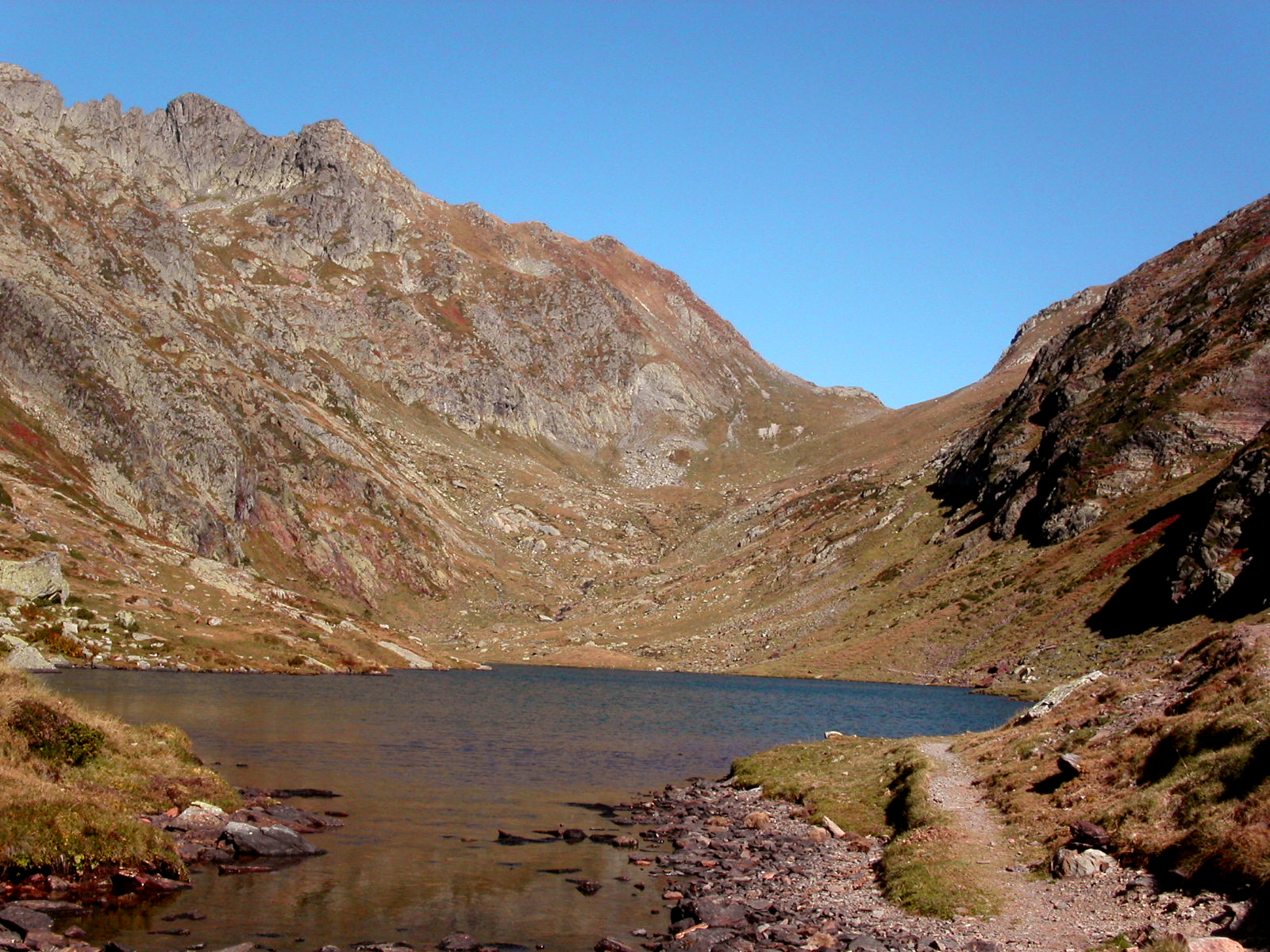
Depuis le versant catalan, l'estany du Port (2 050 m) puis le port de Tavascan.
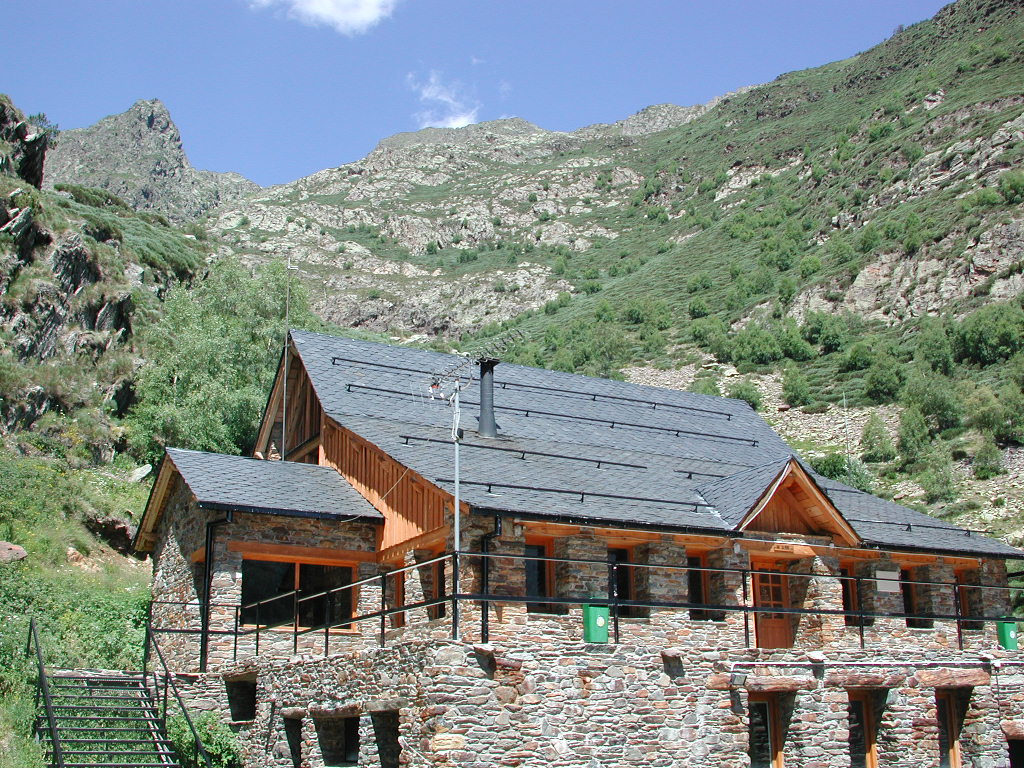
Le refuge gardé de la Pleta del Prat vers Tavascan.

### Culture
Chaque année en août se déroule la Trobada du port de Marterat organisée dans le cadre du parc pyrénéen des trois nations avec l'appui de l'Union européenne. Cette rencontre culturelle franco-catalane n'est possible qu'en situation météorologique favorable et l'accès par le versant français nécessite un bon niveau de randonnée avec un équipement approprié.

### Sport
En 2004 a été organisée la transfrontalière Ustou - Tavascan durant laquelle une course passant par le port de Marterat permet de rejoindre en 17,4 km la vallée de l'Ossèse à Tavascan en Espagne. Les records s'établissent en dessous de 2 h.